# Surf de neu als Jocs Olímpics d'hivern de 1998
Als Jocs Olímpics d'Hivern de 1998 celebrats a la ciutat de Nagano (Japó) es disputaren quatre proves de surf de neu, dues en categoria masculina i dues més en categoria femenina. Aquesta fou la primera vegada que aquest esport formà part del programa dels Jocs.
Les proves es realitzaren entre els dies 8 i 12 de febrer de 1998 a les instal·lacions de Shiga Kogen Resort (prova d'eslàlom gegant) i al Kanbayashi Sports Park (prova de migtub). Hi participaren un total de 125 esquiadors, entre ells 69 homes i 56 dones, de 22 comitès nacionals diferents.

## Resum de medalles

### Categoria masculina
| Prova                  | Or              | Argent         | Bronze          |
| Eslàlom Gegant Detalls | Ross Rebagliati | Thomas Prugger | Ueli Kestenholz |
| Migtub Detalls         | Gian Simmen     | Daniel Franck  | Ross Powers     |

### Categoria femenina
| Prova                  | Or           | Argent              | Bronze               |
| Eslàlom Gegant Detalls | Karine Ruby  | Heidi Renoth        | Brigitte Koeck       |
| Migtub Detalls         | Nicola Thost | Stine Brun Kjeldaas | Shannon Dunn-Downing |

## Medaller
| Posició | País         | Or | Argent | Bronze | Total |
| 1       | Alemanya     | 1  | 1      | 0      | 2     |
| 2       | Suïssa       | 1  | 0      | 1      | 2     |
| 3       | Canadà       | 1  | 0      | 0      | 1     |
| 3       | França       | 1  | 0      | 0      | 1     |
| 5       | Noruega      | 0  | 2      | 0      | 2     |
| 6       | Itàlia       | 0  | 1      | 0      | 1     |
| 7       | Estats Units | 0  | 0      | 2      | 2     |
| 8       | Àustria      | 0  | 0      | 1      | 1     |
|         |              |    |        |        |       |
| Total   | Total        | 4  | 4      | 4      | 12    |